# Есунтее
Есунтее, Есу-Бука-тарки (монг. Есүнтэгэ; ? — 1251) — монгольский военачальник из рода урянхай, один из нойонов-тысячников Чингисхана и командиров его личной квардии — кешика.
Был сыном Джэлмэ — близкого друга и сподвижника Чингисхана, одного из его «четырёх псов». После курултая 1206 года и основания Монгольской империи Чингисхан, раздавая привилегии своим сподвижникам, назначил Есунтее командующим пополненного до тысячи отряда кешиктенов-лучников.  
Известно, что после смерти Чингисхана и на восшествии на престол его сына Угэдэя Есунтее всё ещё занимал отведённый ему пост. В 1251 году Есунтее принял участие в заговоре со стороны внука Угэдэя Ширамуна, противившегося избранию новым ханом Менгу. Попытка захвата власти провалилась, и в ходе проведённого Менгу следствия и суда семьдесят семь человек были казнены, включая Есунтее.